# Mycalesis neas
Mycalesis neas är en fjärilsart som beskrevs av Corbet 1942. Mycalesis neas ingår i släktet Mycalesis och familjen praktfjärilar. Inga underarter finns listade i Catalogue of Life.